# Mariko Ebralidze
Mariko Ebralidze (Georgisch: მარიკო ებრალიძე) (Tbilisi, 1984) is een Georgisch zangeres.

## Biografie
Ebralidze werd in 1984 geboren in Tbilisi, in de toenmalige Sovjet-Unie. In 2000 startte ze haar studies aan de Zakaria Paliasjvili-muziekschool, waar ze naast zang ook piano studeerde. In 2008 studeerde ze af als muziekdocente. Daarna begon ze aan de uitbouw van haar carrière als jazzmuzikante. 
Op 4 februari 2014 maakte GPB, de Georgische openbare omroep, bekend dat Mariko Ebralidze Georgië zou gaan vertegenwoordigen op het Eurovisiesongfestival 2014, dat zou plaatsvinden in de Deense hoofdstad Kopenhagen. Ze was daar samen met de band The Shin te zien. Het lied raakte niet voorbij de halve finale.
2007: Sopho Chalvasji · 
2008: Diana Goertskaja · 
2010: Sopho Nizjaradze · 
2011: Eldrine · 
2012: Anri Dzjochadze · 
2013: Sopho Gelovani & Nodiko Tatisjvili · 
2014: The Shin & Mariko Ebralidze · 
2015: Nina Sublatti · 
2016: Nika Kocharov & Young Georgian Lolitaz · 
2017: Tako Gatsjetsjiladze · 
2018: Ethno-Jazz Band Iriao · 
2019: Oto Nemsadze · 
2021: Tornike Kipiani · 
2022: Circus Mircus · 
2023: Iru Chetsjanovi · 
2024: Noetsa Boezaladze · 
2025: Mariam Sjengelia
- Gemeinsame Normdatei: 1191322254
- MusicBrainz: 9b9b9ed2-ce50-469c-857e-ba430eae153d
- Virtual International Authority File: 2455156434629612120008